# Ananthapuram
Ananthapuram là một thị xã panchayat của quận Viluppuram thuộc bang Tamil Nadu, Ấn Độ.

## Nhân khẩu
Theo điều tra dân số năm 2001 của Ấn Độ, Ananthapuram có dân số 5869 người. Phái nam chiếm 50% tổng số dân và phái nữ chiếm 50%. Ananthapuram có tỷ lệ 61% biết đọc biết viết, cao hơn tỷ lệ trung bình toàn quốc là 59,5%: tỷ lệ cho phái nam là 73%, và tỷ lệ cho phái nữ là 49%. Tại Ananthapuram, 11% dân số nhỏ hơn 6 tuổi.